# جامعة هوفسترا
جامعة هوفسترا هي جامعة خاصة، منظمة 501(c), لاطائفية في الولايات المتحدة. يقع الحرم الجامعي الرئيسي في لونغ آيلند في قرية همبستيد (نيويورك، على بعد 7 أميال شرقي نيويورك. وهي أكبر جامعة خاصة في لونغ آيلند تأسست عام 1935 كامتداد لجامعة نيويورك تحت اسم «كلية ناساو-هوفسترا» في هيمبستيد، لونغ آيلند عام 1939، انفصلت عن نظام جامعة نيويورك وحصلت على الاستقلالية باسم «كلية هوفسترا»، وفي عام 1963، حصلت على صفة الجامعة. تتضمن الجامعة كلية طب، وكلية حقوق. اشتهرت الجامعة
اشتهرت جامعة هوفسترا بفضل عقد عدد من المؤتمرات الرئاسية البارزة فيها، فضلاً عن اختيارها لاستضافة المناظرات الرئاسية في نقاشات الانتخابات الرئاسية في الولايات المتحدة أعوام 2008 و2012 و2016، وهي الجامعة الوحيدة التي تقام فيها هذه المناظرات في ثلاث دورات انتخابية متتالية.

## وصلات خارجية
- الموقع الرسمي
- Hofstra Athletics website